# Anahita zoroides
Espèce
Anahita zoroides est une espèce d'araignées aranéomorphes de la famille des Ctenidae.

## Distribution
Cette espèce est endémique de la Grande Comore aux Comores,.

## Publication originale
- Schmidt & Krause, 1994 : Spinnen von den Comoren II: Oecobiidae, Ctenidae, Pisauridae, Selenopidae, Heteropodidae, Oxyopidae und Mimetidae (Araneida). Zoologische Jahrbücher. Abteilung für Systematik, Ökologie und Geographie der Tiere, vol. 121, no 2, p. 233-247.